# スターブレイザー
『スターブレイザー』は、1983年12月にセガ（後のセガ・インタラクティブ）が開発・発売したレーザーディスク用アーケードゲーム。海外では『GALAXY RANGER』の題名でバリー＝ミッドウェイから発売された。
前作『アストロンベルト』のシステムを引き継いだゲームであり、ルール等も同じである。
スキャニメイトが導入されている。撮影は全てビデオ撮影だったため、撃破シーンなどは前作の『アストロンベルト』から流用された。特撮は東映が行っている。